# St.-Martins-Kirche (Anderten)

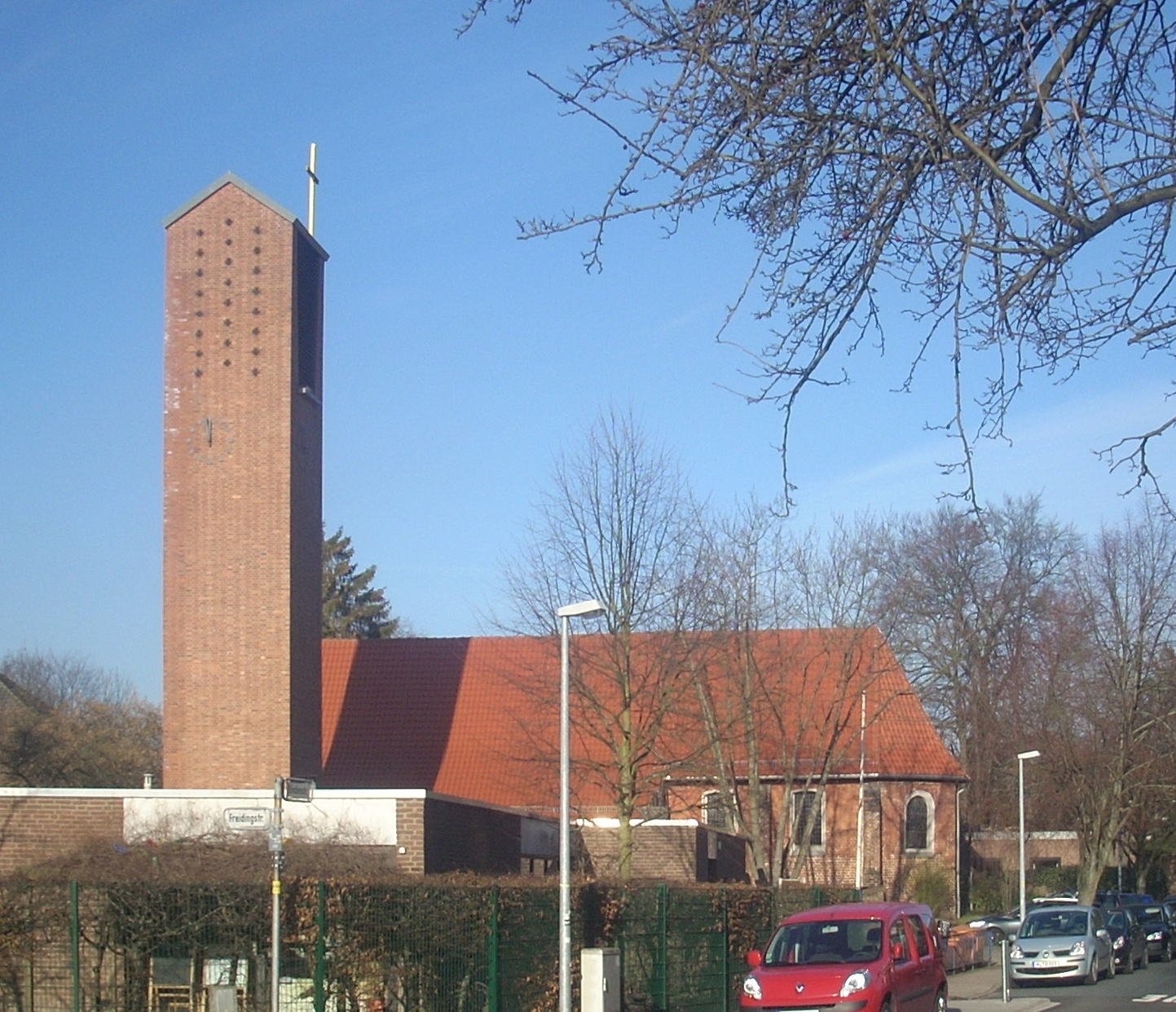
St.-Martins-Kirche

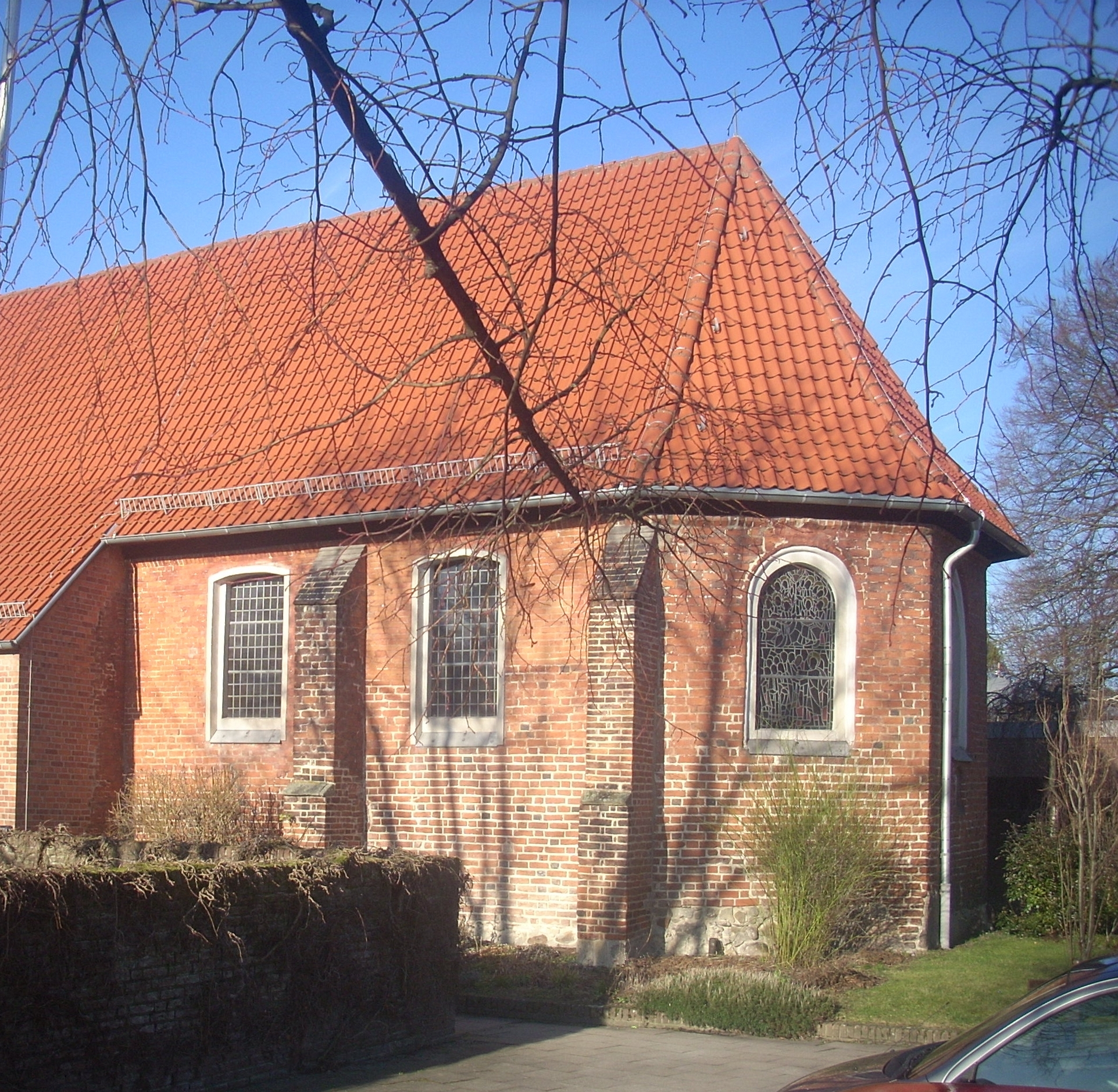
Historischer Chor

Die evangelisch-lutherische St. Martin-Kirche in Hannover ist ein Kirchenbau im Stadtteil Anderten. Der Chorabschluss der ehemaligen Kapelle ist das älteste erhaltene Gebäude im Stadtteil und steht heute unter Denkmalschutz.

## Geschichte
Die Kapelle mit dem Patrozinium des heiligen Martin ist erstmals in einem Pfründenverzeichnis aus dem Jahr 1534 erwähnt. Der bis heute erhaltene dreiseitige gotische Chor deutet auf Entstehung in der ersten Hälfte des 15. Jahrhunderts. Im Jahr 1661 wurde die Kapelle durch einen Brand zerstört und 1663 wiedereingeweiht. 1856 folgte eine Renovierung und 1884 bekam die Kapelle einen neuen Turm. 1894 folgte eine neue Orgel. Bis zum Jahr 1950 gehörte die Kapelle zur Jakobikirche in Kirchrode. Seit 1950 ist sie eigenständig.
Ab 1954 wurde die Kapelle zur Kirche erweitert. Nach Plänen der Architekten Fritz Schäfer und Peter Hübotter aus Hannover wurde sie von 1954 bis 1955 mit einem Anbau und neuem Turm versehen. Am 21. August 1955 folgte die Einweihung. Zwischen 1970 und 1977 wurden ein Gemeindesaal, ein Kindergarten und ein Pfarrhaus errichtet. 2001 wurde mit dem Bau des Gemeindehauses die Erweiterung abgeschlossen.

## Innenraum
Der Altar der Kirche wurde im Jahr 1970 nach Entwürfen von H. A. Ahrens errichtet. Ursprünglich war Sandstein als Material vorgesehen, aus Kostengründen wurde der Altar schließlich aus Strukturbeton mit Anderter Zement gefertigt. Das Altarkreuz, die Bronzetür vor den Abendmahlsgeräten und die zwölf Apostel-Leuchter an den Wänden der Kirche stammen vom hannoverschen Bildhauer Siegfried Zimmermann. Die Kirchfenster im Chorraum aus dem Jahr 1960 stammen von Hans Matschinsk aus Braunschweig. Die Orgel von Orgelbau Hillebrand stammt aus dem Jahr 1995.

## Pfarrer und Pastoren
- Heinrich Römisch 1950
- Hans Krause
- Bernd Leinung
- Werner Möller 1973 – 1998
- Reinhard Fiola 1982 – 1992
- Miriam Schmale 2006 – 2011
- Helmut Kühl – 2011
- Joachim Deutsch seit 2011
- Corinna Deutsch seit 2011

Zuvor war die Gemeinde St. Martin Teil der Muttergemeinde Jakobi, Kirchrode.